# Jessica Reuss-Nliba
Jessica Reuss-Nliba est une écrivaine camerounaise née le 31 Janvier 1978. Elle est autrice de livres pour enfants, conteuse et éditrice. 

## Biographie
Jessica Reuss-Nliba voit le jour le 31 janvier 1978 à Yaoundé, la capitale du Cameroun. Elle est la cinquième d'une famille de huit enfants. Camerounaise par son père et antillaise de la Martinique par sa mère, elle décroche son Baccalauréat au Cameroun avant de poursuivre ses études à Abidjan en Côte d'Ivoire. Elle s'installe en France à l'âge de 19 ans et exerce dans le milieu hospitalier. Sa rencontre avec Didier Reuss qui devient son conjoint en 2008 l'oriente vers la littérature d'enfance et de jeunesse. Leur livre Afrique, le droit à l'enfance : libertés, droits, justice rentre dans le catalogue de l'Institut Français du Gabon. Jessica Reuss-Nliba fait partie du groupe des écrivains camerounais de littérature jeunesse résidant en France,. Elle rédige la plupart de ses livres en collaboration avec son mari, notamment des contes d'Afrique, des Caraïbes et d'ailleurs. Ensemble, fin 2013 et sous un statut associatif, ils créent leur propre maison d'édition: A vol d'oiseaux. Ils publient des albums premier-âge, des romans, des contes, des documentaires. Jessica collabore ainsi avec l'écrivaine et illustratrice ivoirienne Muriel Diallo[réf. nécessaire]. Elle met en scène dans ses contes des personnages fictifs de la culture créole tels que Compère Lapin, un alter ego de Maître Renard en France ou de Leuk le Lièvre au Sénégal. Elle fait connaître ses réalisations littéraires en animant des ateliers d'écriture ou en participant à des festivals et salons du livre. Son conjoint et elle contribuent à la collecte, à la traduction et à la diffusion de contes camerounais. Ce travail a été exposé au salon de lecture Jacques Kerchache du Musée du Quai Branly-Jacques-Chirac en 2017. Jessica confie l'illustration du livre Le Destin d'Aïssata à sa compatriote camerounaise Joëlle Esso.  

## Publications
- Jessica Reuss-Nliba, Didier Reuss, Les Fourmis magnan (livre pour enfants), A Vol d'oiseaux Éditions, Ouerre, 2020.
- Jessica Reuss-Nliba, Didier Reuss, Contes et légendes du Cameroun (recueil de contes), 2019 et 2014.
- Jessica Reuss-Nliba, Didier Reuss, Mami Wata (livre pour enfants), Dadoclem, 2016.
- Jessica Reuss-Nliba, Didier Reuss, Le Destin d’Aïssata (œuvre littéraire), 2012.
- Jessica Reuss-Nliba et Didier Reuss (ill. Mathilde Magnan), Cameroun (documentaire), Éditions Grandir, 2009 (ISBN 978-2-84-166375-0).